# تریمبل (تنسی)
تریمبل (به انگلیسی: Trimble) شهری در ایالت کشور ایالات متحده آمریکا است که جمعیت آن در سرشماری سال ۲۰۱۰ میلادی، ۶۳۷ نفر بوده‌است.